# Historia Bydgoszczy (1806–1815)

## Kalendarium
Militarna klęska Prus w 1806 r. w walce z Napoleonem oraz wydarzenia polityczne z lat 1806–1807 spowodowały, że Bydgoszcz zmieniła swoją przynależność państwową, a jej samorząd został zreorganizowany.

## Departament bydgoski

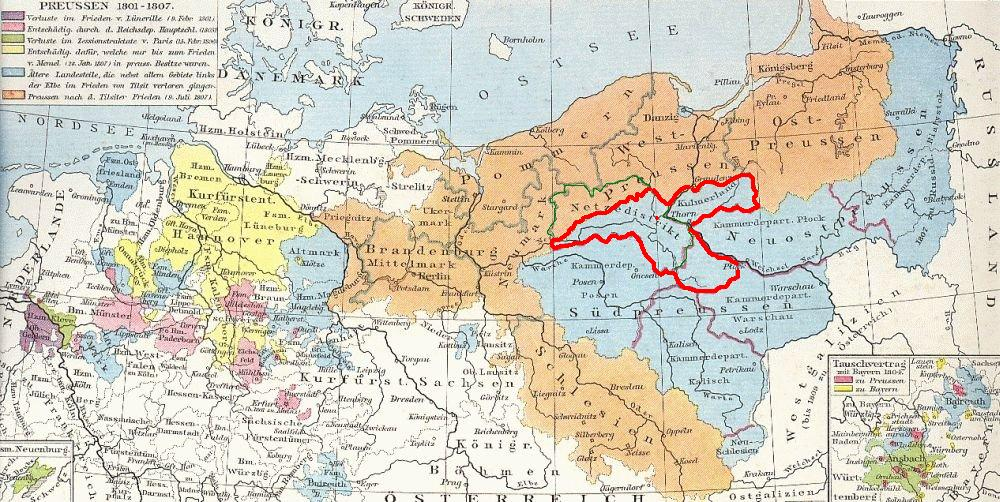
Departament Bydgoski w Księstwie Warszawskim na mapie (1806-1810 r.) z atlasu Williama R. Shepharda (zaznaczono zarys dawnego Obwodu Nadnoteckiego)

9 lipca 1806 r. z części ziem dawnej Rzeczypospolitej, które wcielono do Prus, utworzono Księstwo Warszawskie poddając je władzy króla saskiego Fryderyka Augusta.
Do Bydgoszczy wojska francuskie wkroczyły 12–16 listopada 1806 roku. Pruska Deputacja Kameralna została wtedy przekształcona na francuską Cammer Commision i za sprawą Franciszka Skórzewskiego – uniezależniona od kamery kwidzyńskiej.
Podział administracyjny Księstwa został przeprowadzony na wzór francuski. Na bazie dotychczasowych jednostek terytorialnych powstały departamenty. Na stolicę jednego z nich Komisja Rządząca 14 stycznia 1807 r. wyznaczyła Bydgoszcz.
Departament bydgoski miał początkowo obejmować tereny dawnych Prus Zachodnich włącznie z powiatem chojnickim i wałeckim, ale po decyzjach traktatu w Tylży, które odłączyły od Księstwa tereny Pomorza Gdańskiego – objął on ostatecznie dziesięć powiatów: 4 z dawnego Obwodu Nadnoteckiego, 3 kujawskie i 3 z ziemi chełmińskiej, włącznie z miastem Toruniem.
Od września do grudnia 1807 r. mieszczanie z Torunia podejmowali działania, które miały na celu uniezależnienie tego miasta od departamentu bydgoskiego, ale nie przyniosły one pozytywnych rezultatów.
Na czele departamentu bydgoskiego (od 1808 r.) stał prefekt Antoni Gliszczyński – czynny polityk z okresu Sejmu Wielkiego, uczestnik insurekcji kościuszkowskiej, zdolny organizator.
Fakt stołeczności administracyjnej miał niewątpliwy wpływ na dalszy rozwój miasta, gdyż Bydgoszcz stała się siedzibą wielu departamentowych organów administracyjnych, skarbowych, policyjnych i sądowych. Nastąpiło ożywienie społeczno-gospodarcze oraz rozwój życia umysłowego.

## Bydgoszcz w dobie napoleońskiej

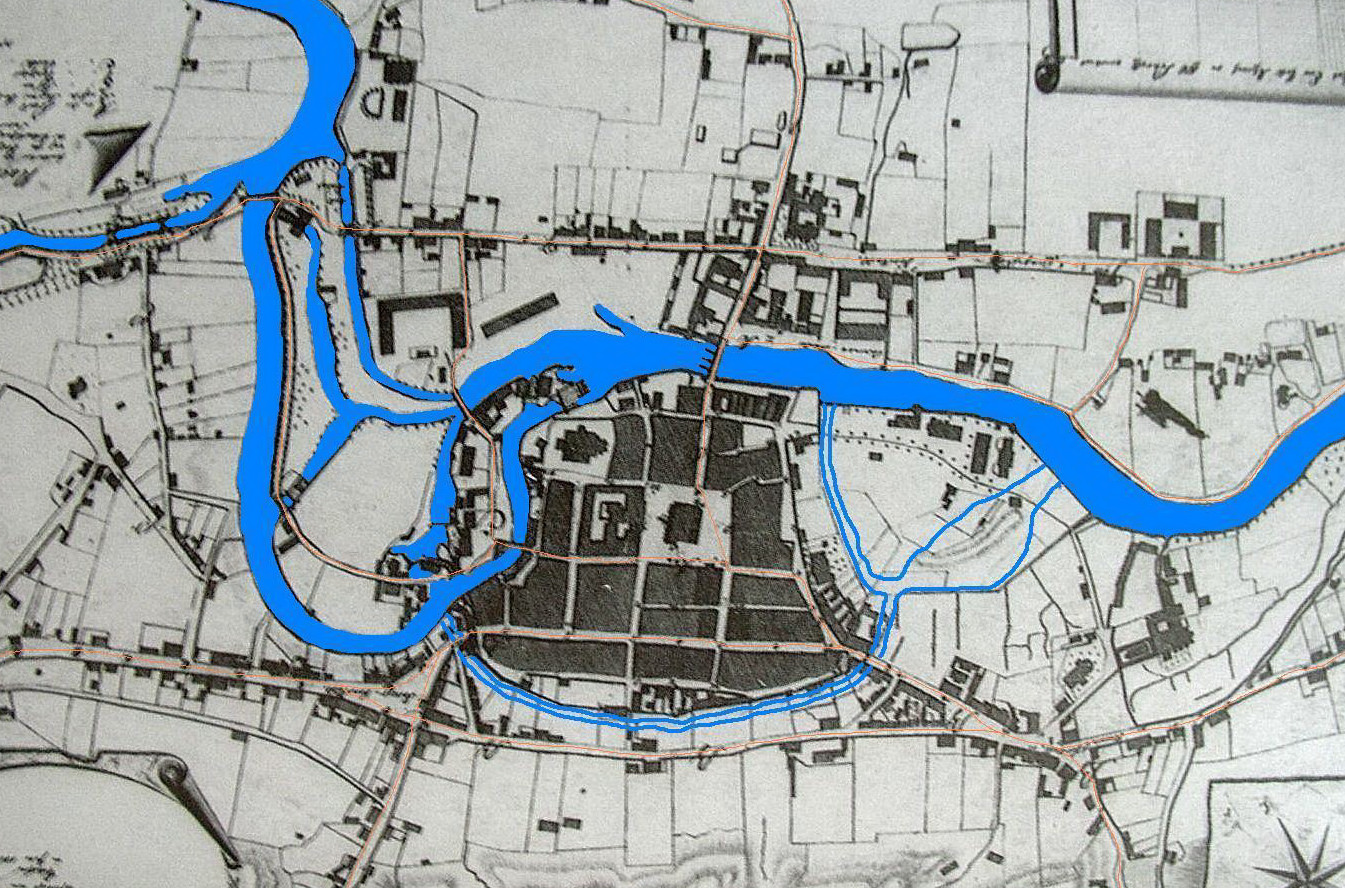
Plan Bydgoszczy por. Lindnera z początku XIX wieku

W 1807 r. Bydgoszcz liczyła blisko 5 tys. mieszkańców.
Największym zakładem przemysłowym w mieście była rafineria cukru trzcinowego. Istniały liczne zakłady sukiennicze (departament bydgoski zajmował drugie miejsce po poznańskim pod względem wyrobu sukna), garbarnie, farbiarnie, 12 gorzelni, 8 browarów, liczne młyny i wiele zakładów rzemieślniczych.
W czasach Księstwa rozbudowano Kanał Bydgoski. Zbudowano jedenastą śluzę w Bielawach oraz jaz w Dębinku.
Przez kanał odbywał się eksport do Prus i innych państw niemieckich. Wywożono głównie zboże, a także bydło, drewno, wełnę, sukno, cegłę i inne towary.
W 1806 r. powstała pierwsza w Bydgoszczy drukarnia (Grunauera), w której od lipca 1808 r. wydawano polską gazetę urzędową: „Dziennik Doniesień Rządowych i Prywatnych Departamentu Bydgoskiego”, a następnie „Gazetę Bydgoską”.
W 1808 r. w gmachu byłego kolegium jezuickiego została otwarta Szkoła Główna Departamentowa.
Na rynku odbywały się patriotyczne uroczystości, m.in. 5 stycznia 1814 roku uroczystość żałobna ku czci ks. Józefa Poniatowskiego, który zginął w bitwie pod Lipskiem.
Nieudany przebieg kampanii rosyjskiej Napoleona spowodował, że od stycznia 1813 r. miasto znalazło się pod okupacją wojsk rosyjskich.
O dalszych losach Bydgoszczy przesądziły decyzje kongresu wiedeńskiego, na podstawie których została ponownie wcielona do Prus.